# 外煙列島
外煙列島（ウェヨンれっとう）は、大韓民国忠清南道保寧市西方の黄海に位置する諸島。
行政上は保寧市鰲川面 (ko:오천면) に属する。この地域に居住する住民のほとんどは、漁業に従事している。近海ではエビなどが獲れる。
外煙島の常緑樹の森は、韓国の天然記念物第136号に指定されている（登録名は「保寧外煙島常緑樹林」）

## 諸島
- 外煙島
- 貿馬島
- 梧島
- 横見島
- 黒島
- 黄島
- 石島